# Maciej Świtoński
Maciej Świtoński (ur. 6 czerwca 1960 w Bydgoszczy) – polski lekarz chirurg, autor telewizyjnych medycznych programów edukacyjnych, muzyk.

## Życiorys
Ukończył VI Liceum Ogólnokształcące w Bydgoszczy. W muzycznej szkole średniej uczył się w klasie organów. W latach 1979–1984 studiował na Akademii Medycznej w Gdańsku. W czasie studiów akompaniował Janowi Jakubowi Należytemu, z którym na festiwalu w Opolu w 1983 zdobył I nagrodę w konkursie debiutów za piosenkę „Klaun”.
Od 1985 pracuje w Klinice Chirurgii Ogólnej Collegium Medicum Uniwersytetu Mikołaja Kopernika w Bydgoszczy. W latach 90. XX wieku był współpracownikiem zespołów rockowych Żuki oraz IRA. Założyciel rockowej grupy Air Force One, Dża Dża  Binks i VEJ. Od 1995 autor i gospodarz telewizyjnych programów medycznych dla TVP3, a od 1999 dla TVP1 „Wyprzedzić chorobę”, „Co w brzuchu piszczy”, „Lekarz Jedynki”, „Recepty Jedynki”. Autor filmu biograficznego o chirurgu, prof. Ludwiku Rydygierze (dla TVP1) oraz licznych artykułów prasowych popularyzujących medycynę i zdrowy styl życia. Od 2009 roku prowadzący i autor programu „Aleja gwiazd na L 4” – emitowanego na antenie TVP Info.
Zdobył dwie prestiżowe nagrody dla najlepszego polskiego programu telewizyjnego o tematyce medycznej: Złotego Otisa i Złoty Ekran Farmacji.
Najsłynniejsza „ksywka” – Doktor Medialny. Zwany „najlepszym muzykiem wśród chirurgów i najlepszym chirurgiem wśród muzyków”.

## Dyskografia

### Single
- grudzień 2009 – Po pierwsze (wiem) (Sławek Wierzcholski, Jarek Weber)